# Wilhelm II z Avesnes
Wilhelm II z Avesnes (ur. ok. 1308, zm. 27 września 1345) – hrabia Holandii i Zelandii jako Wilhelm IV oraz hrabia Hainaut jako Wilhelm II od 1337, pochodzący z dynastii z Avesnes.

## Życiorys
Wilhelm II był jedynym synem hrabiego Holandii i Zelandii i hrabiego Hainaut Wilhelma I Dobrego, który przeżył ojca. Jego matką była Joanna z Valois, córka Karola Walezjusza, a zarazem wnuczka króla Francji Filiipa III Śmiałego i siostra króla Filipa VI Walezjusza. 
Jeszcze za życia ojca otrzymał w zarząd hrabstwo Zelandii, a w 1337 odziedziczył po jego śmierci także hrabstwo Hainaut i hrabstwo Holandii. Odznaczał się zamiłowaniem do przepychu i życia rycerskiego, dwukrotnie uczestniczył w krucjatach przeciwko Prusom i udał się na pielgrzymkę do Ziemi Świętej. Angażował się w wiele przedsięwzięć wojennych, które zrujnowały jego finanse. Starał się wspierać politykę swego szwagra, króla Anglii Edwarda III, i kilkakrotnie uczestniczył w wojnach przeciwko Francji. Z czasem jednak przeszedł na stronę francuską. 
Sukcesem zakończyła się podjęta w 1345 przezeń próba podporządkowania sobie Utrechtu. W tym samym okresie wybuchło jednak wywołane jego polityką powstanie we Fryzji Zachodniej. Wyprawa Wilhelma w celu jego stłumienia zakończyła się klęską. Sztorm rozproszył jego nieliczną flotę i spowodował, że jego rycerstwo lądowało w różnych miejscach fryzyjskiego wybrzeża. Hrabia zginął w walce z powstańcami w okolicy Stavoren. Jego ciało odnaleziono dopiero po dziesięciu dniach. Pochowano go w klasztorze cysterskim w Bloemkamp.
Bezpotomna śmierć Wilhelma zapoczątkowała wojnę domową w Holandii. Oznaczała wygaśnięcie męskiej linii dynastii z Avesnes, a trony hrabiowskie po Wilhelmie objęła jego siostra, cesarzowa Małgorzata.

## Rodzina
Żoną Wilhelma została Joanna (ur. 1322, zm. 1346), córka księcia Brabancji i księcia Limburgii Jana III z dynastii z Louvain. Mieli tylko zmarłego w dzieciństwie syna Wilhelma.